# Nongtenga
Ne doit pas être confondu avec Nangtenga ou Noagtenga.
Nongtenga est une localité située dans le département de Pissila de la province du Sanmatenga dans la région Centre-Nord au Burkina Faso.

## Éducation et santé
Le centre de soins le plus proche de Nongtenga est le centre de santé et de promotion sociale (CSPS) de Pissila tandis que le centre hospitalier régional (CHR) se trouve à Kaya.
Nongtenga possède une école primaire publique.